# جورج بيج
جورج بيج (بالإنجليزية: George Page)‏ (30 نوفمبر 1898 بدارلينغتون في المملكة المتحدة - ) هو لاعب كرة قدم بريطاني (وحمل سابقاً جنسية المملكة المتحدة لبريطانيا العظمى وأيرلندا) في مركز الظهير. لعب مع نادي بارنسلي ونادي دونكاستر روفرز ونادي كرو ألكساندرا ونادي يورك سيتي ولينكولن سيتي أف سي ونادي أشينغتون ‏ وأكرينجتون ستانلي ‏.